# Тургенєв Микола Іванович
Тургенєв Микола Іванович (1789–1871) — декабрист, один з головних діячів Союзу спасіння, Союзу благоденства і Північного товариства; вчений-економіст, автор книги «Досвід теорії податків». Дійсний статський радник, чиновник Міністерства фінансів. Мемуарист, публіцист, правознавець.

## Біографія
З дворян. Народився в Симбірську. Батько — Іван Петрович Тургенєв (21 червня 1752 — 28 лютого 1807), відомий масон, директор Московського університету, мати — Катерина Семенівна Качалова (пом. 27 листопада 1824). Після закінчення курсу в Московському університетському пансіоні (1806) слухав лекції в Московському університеті, одночасно перебуваючи на службі в архіві Колегії закордонних справ у Москві, в 1808—1811 вчився в Геттінгенському університеті. У 1812 вступив до Комісії складання законів, призначений російським комісаром Центрального адміністративного департаменту союзних урядів, на чолі якого стояв барон Штейн — 1813, помічник статс-секретаря Державної ради — 1816, з 1819, крім того, керував 3 відділенням канцелярії Міністерства фінансів, з 1824 у закордонній відпустці. У 1826 за ним числилося близько 700 душ в Симбірській губернії.
Член додекабристської таємної організації «Орден російських лицарів», член Союзу благоденства (учасник Петербурзького наради 1820 і Московського з'їзду 1821) і Північного товариства (один з його творців і керівників).
Залучений до слідства у справі декабристів. У січні 1826 року Тургенєв відправився до Англії і там дізнався, що його притягнуто до слідства у справі декабристів. Він поспішив послати до Петербурга поштою пояснювальну записку щодо своєї участі в таємних товариствах. У ній він стверджував, що був членом тільки Союзу благоденства, який вже давно закритий, пояснював характер цього товариства і наполягав на тому, що не належав ні до якого іншого таємного товариства і був абсолютно чужим подій 14 грудня 1825 року. Повернутися до Росії відмовився. Засуджений заочно за I розрядом і по конфірмації 10 липня 1826 року засуджений на каторжні роботи довічно.
Залишився емігрантом за кордоном і жив спочатку в Англії, потім (з 1833 року) переважно в Парижі, 4 липня 1856 року звернувся з проханням про прощення до Олександра II, у доповіді з приводу цього прохання планувалося його помилувати, дозволити користуватися колишніми правами і з сім'єю повернутися в Росію, що височайше схвалено 30 липня 1856 року, але оголошено тільки в маніфесті про загальну амністію 26 серпня 1856 року. До Петербурга Тургенєв прибув з сином Олександром (Альбертом) та донькою Фані — 11 травня 1857 року. Указом Сенату від 15 травня 1857 року Тургенєву і законним дітям його даровані всі старі права за походженням, крім прав на колишнє майно, а йому самому повернуті колишні чини та ордени. Отримав дозвіл виїхати за кордон 8 липня 1857 року, потім ще двічі приїжджав до Росії (1859 і 1864). Помер поблизу Парижа на своїй віллі Вербуа (Vert Bois), похований на кладовищі Пер Лашез.
Дружина (з 1833 у Женеві) — Клара Гастоновна де Віаріс (2 грудня 1814 — 13 грудня 1891).

## Економічні погляди
Дослідження Миколи Івановича Тургенєва «Досвід теорії податків» є однією з найзначніших наукових робіт першої половини XIX століття, в якій міститься теоретичне дослідження основ податкової і грошової системи Росії першої половини XIX століття.
Робота присвячена проблемам становлення податкової політики, основ фінансової системи Росії. У книзі М. І. Тургенєв приділяє багато уваги податковим системам зарубіжних країн. «Досвід теорії податків» складається з передмови і 7 розділів. Обґрунтованому дослідженню автор піддає такі питання: походження податків, головні правила стягнення податків, джерела і різні роди податків, збирання податків, зрівняння податків; загальну дію податків, про паперові гроші, як про податок. М. І. Тургенєв підтримував ідею розвитку державного кредиту, пов'язуючи її з необхідністю корінних політичних перетворень в державі.

## Мемуарист
- Тургенев Н. И. «Россия и русские». Мемуари видані в Москві в 1915 році.